# Luspebryggan
Luspebryggan ist ein ehemaliger Flugplatz und Bahnhof in Nordschweden etwa acht Kilometer von Porjus entfernt.
Die schwedische Fluggesellschaft Fiskflyg AB hat in Luspebryggan ihre Wurzeln. Bei dem Flugplatz handelt es sich nicht um einen gewöhnlichen Flugplatz, sondern um eine Anlegestelle für Wasserflugzeuge auf dem See Stora Lulevatten, der vom Fluss  Stora Luleälven gespeist wird. Ende der 1940er Jahre wurde der Flugbetrieb aufgenommen. Zum Einsatz kamen über die Jahre acht Republik RC-3 Seabee neben anderen Flugzeugen. Der Flugplatz besaß ein eigenes Anschlussgleis mit Ausweichmöglichkeit.
Als 1975 ein neuer Damm im Stora Luleälven errichtet wurde, veränderte sich der Wasserstand, und der Flugbetrieb musste hier eingestellt werden.
Luspebryggan liegt an der Inlandsbahn und besitzt heute noch einen selten genutzten Haltepunkt. In der Anfangszeit existierte hier nur eine größere Wartehalle, die um 1945 durch ein massives Stationsgebäude ersetzt wurde. Des Weiteren existierte ab dieser Zeit ein zweites Gleis für den Ladungsverkehr und Zugkreuzungen sowie ein Portalkran. Mit Beginn des Winterfahrplans 1980 wurde der Güterverkehr offiziell eingestellt und auch das nicht einmal vierzig Jahre alte Bahnhofsgebäude wurde abgerissen.
Der Länsväg 827 führt zur etwa drei Kilometer entfernten Europastraße 45.

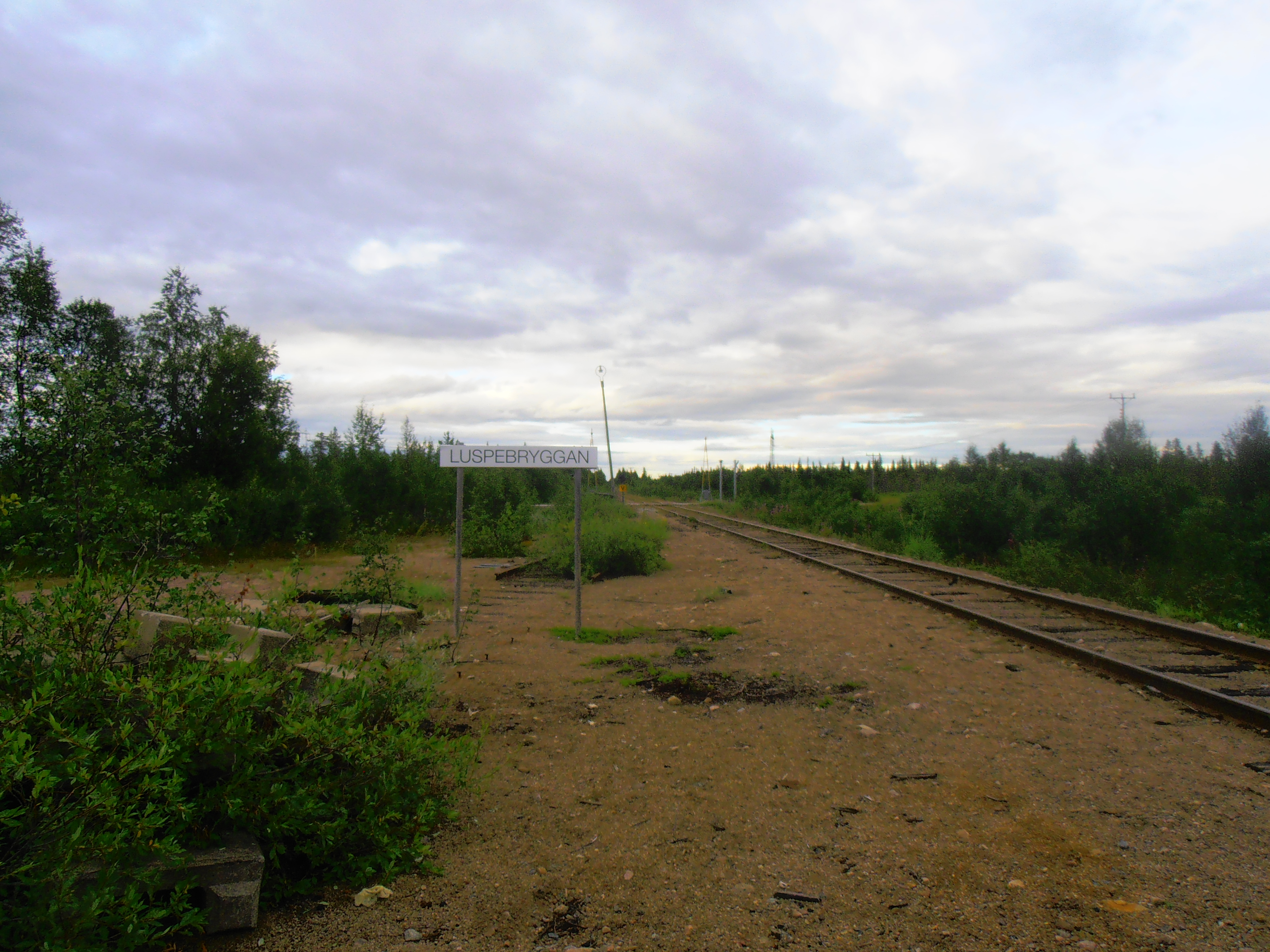
Am alten Bahnhof